# Valanga ilocano
Valanga ilocano är en insektsart som beskrevs av Rehn, J.A.G. och J.W.H. Rehn 1941. Valanga ilocano ingår i släktet Valanga och familjen gräshoppor. Inga underarter finns listade i Catalogue of Life.